# Woodlake (Kalifornien)
Woodlake ist eine Stadt im Tulare County im US-Bundesstaat Kalifornien. Das U.S. Census Bureau hat bei der Volkszählung 2020 eine Einwohnerzahl von 7.419 ermittelt. Jährlich findet am Muttertag-Wochenende das überregional bekannte Woodlake Lions Rodeo statt.

## Geographie
Woodlake ist zentral in Kalifornien gelegen. Laut United States Census Bureau hat die Stadt eine Fläche von 6,3 km², davon sind 5,1 km² Landfläche und 1,2 km² sind Wasserfläche.

## Geschichte
Im Jahr 1908 kaufte der wohlhabende Gilbert F. Stevenson aus Los Angeles ca. 13.000 Acre (umgerechnet ungefähr 53 km²) Land.  Er wollte Zitrusplantagen um eine am Reißbrett geplante Gemeinde errichten. Nach der Gründung der Gemeinde Woodlake im Jahr 1912 baute Stevenson ein zweistöckiges Haus. Um die von Stevenson angelegten Straßen, das Wasser- und Kanalnetz sowie Trinkwasserquellen wurden die ersten Wohnhäuser errichtet.
In der Folgezeit entwickelte sich der Ort weiter. So wurde eine Brücke über den St. John’s River errichtet, von der Stevenson die Hälfte bezahlte, und der Anschluss an das Eisenbahnnetz hergestellt, der auf eine Spende Stevensons von drei Meilen für ein Eisenbahngelände zurückging.
Im Jahr 1940 stimmten die Einwohner Woodlakes für die Gründung der Stadt, die schließlich am 16. September 1941 erfolgte.

## Demographie
Gemäß Volkszählung im Jahre 2000 lebten 6.651 Menschen in 1.777 Haushalten und in 1.496 Familien in der Stadt. Die Bevölkerungsdichte betrug 1.296,5 je km². Es gab 1.874 Wohneinheiten mit einer durchschnittlichen Dichte von 365,4 pro km². Hier lebten 47,06 % Weiße, 0,33 % Afroamerikaner, 1,08 % Indianer und Ureinwohner Alaskas, 0,9 % Asiaten, 0,05 % Pazifische Insulaner, 45,81 % anderer Herkunft und 4,77 % mit zwei oder mehr Herkünften. Hispanos und Latinos machten einen Anteil von 83,82 % der Bevölkerung aus.
Die Altersverteilung sah wie folgt aus: 37,8 % waren unter 18 Jahre, 11,7 % waren zwischen 18 und 24, 28,0 % waren zwischen 25 und 44, 15,0 % waren zwischen 45 und 64 und 7,5 % waren 65 Jahre oder älter. Das Medianalter betrug 25,3 Jahre.
Das Medianeinkommen eines Haushalts in Woodlake beträgt $23.653. Der Wert bezogen auf die gesamten Vereinigten Staaten ist $41.994.

## Söhne und Töchter der Stadt
- Robben Ford (* 1951), Bluesgitarrist und Sänger wurde in Woodlake geboren